# Zybały
Zybały (lit. Zibalai) – miasteczko na Litwie, w okręgu wileńskim, w rejonie szyrwinckim, położone ok. 7 km na północny wschód od Szyrwint. Siedziba gminy Zybały. Znajduje się tu kościół i szkoła.